# Gens Manlia
De gens Manlia was een Romeinse patricische familie, wier nomen gentile Manlius (vrouwelijk: Manlia) was. Het was een van de oudste families van de stad.
Cognomina van de Manlii zijn onder andere Acidinus, Capitolinus, Imperiosus, Torquatus, and Vulso.

## Bekende leden van degensManlia
- Gnaeus Manlius P.f. Cincinnatus, consul in 480 v.Chr.;
- Aulus (of Gaius) Manlius Cn.f. Vulso, consul in 474 v.Chr.;
- Marcus Manlius, tribunus militum in 420 v.Chr.;
- Marcus Manlius T.f. Capitolinus, consul in 390 v.Chr.;
- Aulus Manlius, tribunus militum in 388 en 374 v.Chr.;
- Publius en Gaius Manlius, consuls in 378 v.Chr.;
- Gnaeus Manlius L.f. Capitolinus Imperiosus, consul in 359 and 357 v.Chr.;
- Titus Manlius L.f. Imperiosus Torquatus, consul in 347, 345 en 340 v.Chr.;
- Titus Manlius Torquatus, consul in 399 v.Chr.;
- Lucius Manlius A.f. Vulso Longus, consul in 256 en 250 v.Chr.;
- Aulus Manlius T.f. Torquatus Atticus, consul in 244 en 241 v.Chr.;
- Titus Manlius T.f. Torquatus, consul in 235 en 224 v.Chr.;
- Gnaeus Manlius Cn.f. Vulso, consul in 189 v.Chr.;
- Lucius Manlius L.f. Acidinus Fulvianus, consul in 179 v.Chr.;
- Aulus Manlius Cn.f. Vulso, consul in 178 v.Chr.;
- Tiberius Manlius Torquatus, consul in 165 v.Chr.;
- Aulus Manlius Torquatus, consul in 164 v.Chr.;
- Lucius Manlius Torquatus, consul in 65 v.Chr.;
- Anicius Manlius Severinus Boethius, invloedrijk Christelijk filosoof, 5e eeuw